# Запис стара крушка (Сикирица)
Запис стара крушка (Сикирица) се налази на парцели чији је власник Општина Параћин.

## Локација
| Општина             | Параћин                                                          |
| Катастарска општина | Сикирица                                                         |
| Потес               | Јошје                                                            |
| Координате          | 43° 46′ 33″ С; 21° 25′ 09″ И / 43.775799999999997° С; 21.4193° И |
| Надморска висина    | 132m                                                             |

## Карактеристике
Дендрометријске вредности утврђене на терену и сателитским снимцима:
| Стабло                     | Крушка |
| Висина стабла              | m      |
| Обим дебла                 | m      |
| Пречник крошње             | 11m    |
| Пречник дебла              | m      |
| Висина дебла до прве гране | m      |

## База записа
Запис је у оквиру Викимедија пројекта "Запис - Свето дрво" заведен под редним бројем 0699.